# Schleemer Bach
L'Schleemer Bach és un riu a l'estat d'Hamburg a Alemanya. Neix a Rahlstedt. A Billstedt desemboca al Bille que desguassa via l'Elba al mar del Nord. Travessa el barri de Jenfeld al qual un tram fa la frontera amb Barsbüttel a Slesvig-Holstein
Era un dels primers rius renaturats de la regió d'Hamburg, ja als anys 1950 va començar-se l'obra. De fet, per l'explotació de la grava i de la sorra van crear-se llargs clots a les seves ribes i l'aigua va estancar-se. Una part dels clots van omplir-se d'enderrocs després de la segona guerra mundial i la resta va transformar-se en el llac de l'Öjendorfer See i un llit nou similar a un biòtop natural que envolta des d'aleshores el llac i que serveix també de conca de retenció.
L'operació va reeixir i el riu va atreure una fauna aquàtica rica: lluços, carpes, perces, tenques, anguiles i cignes, ànecs i fotges.

## Afluents
- Jenfelder Bach
- Barsbek

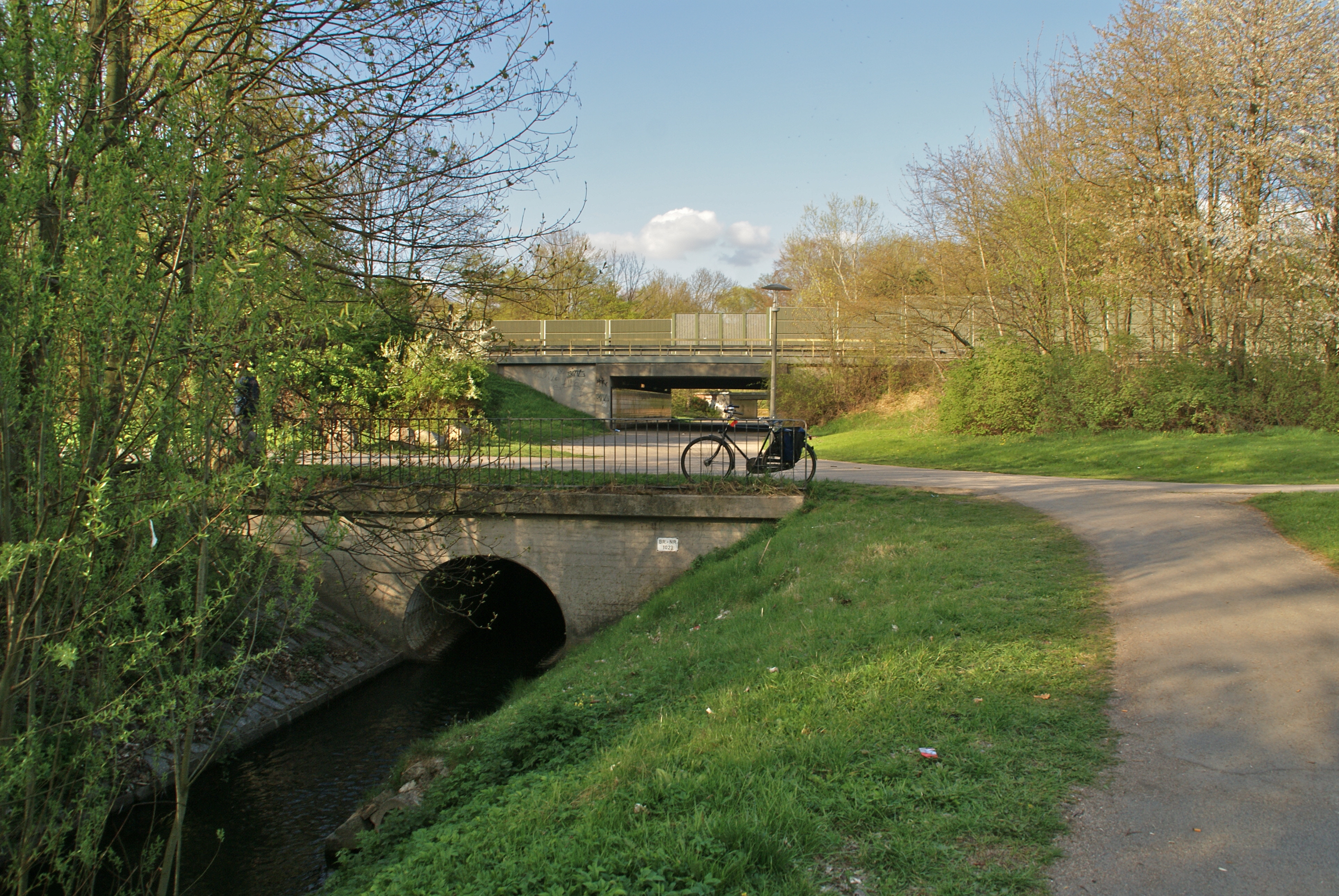
Pont del carrer Niederschleems i viaducte del Bergedorfer Straße
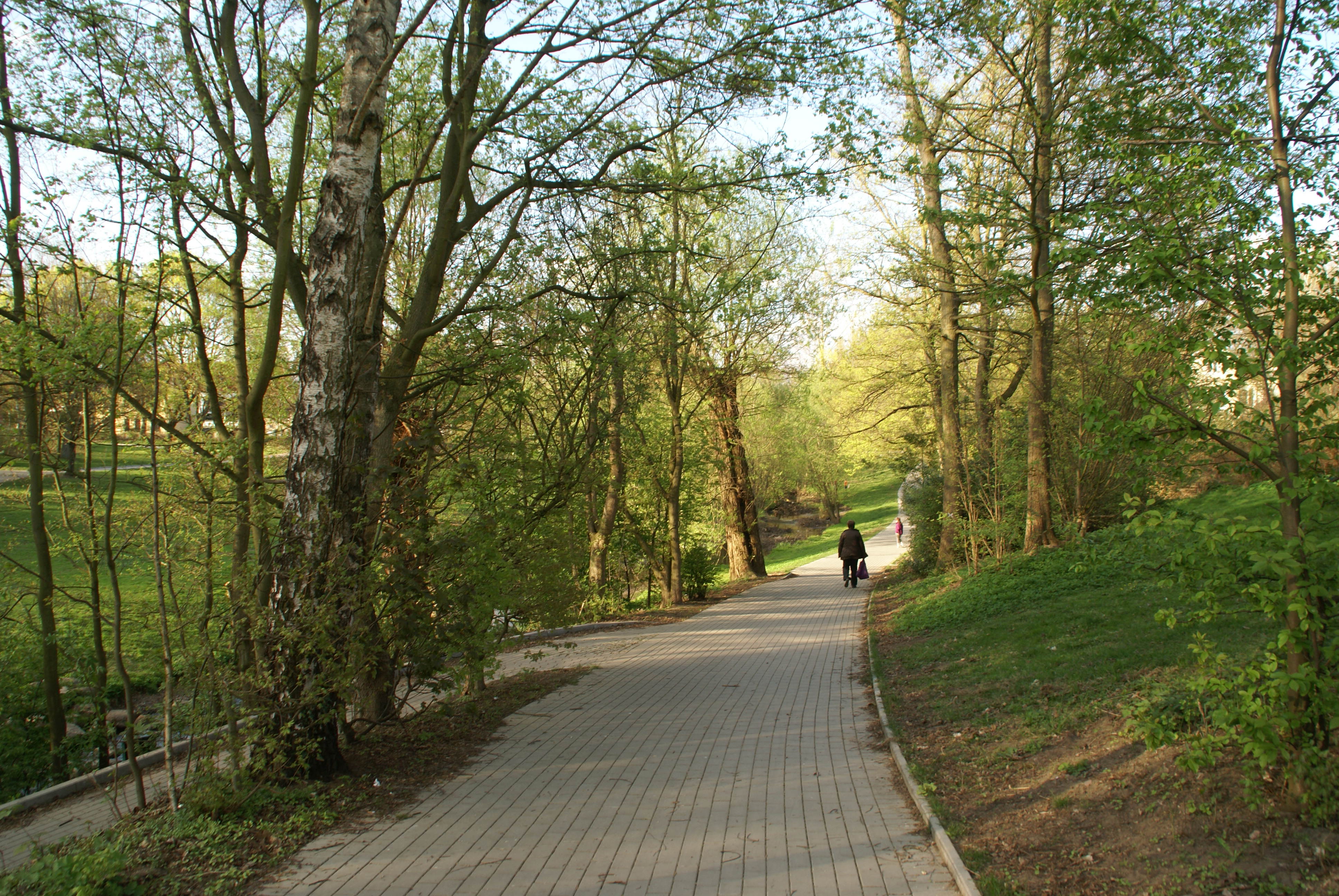
Al carrer an der Schleemer Mühle
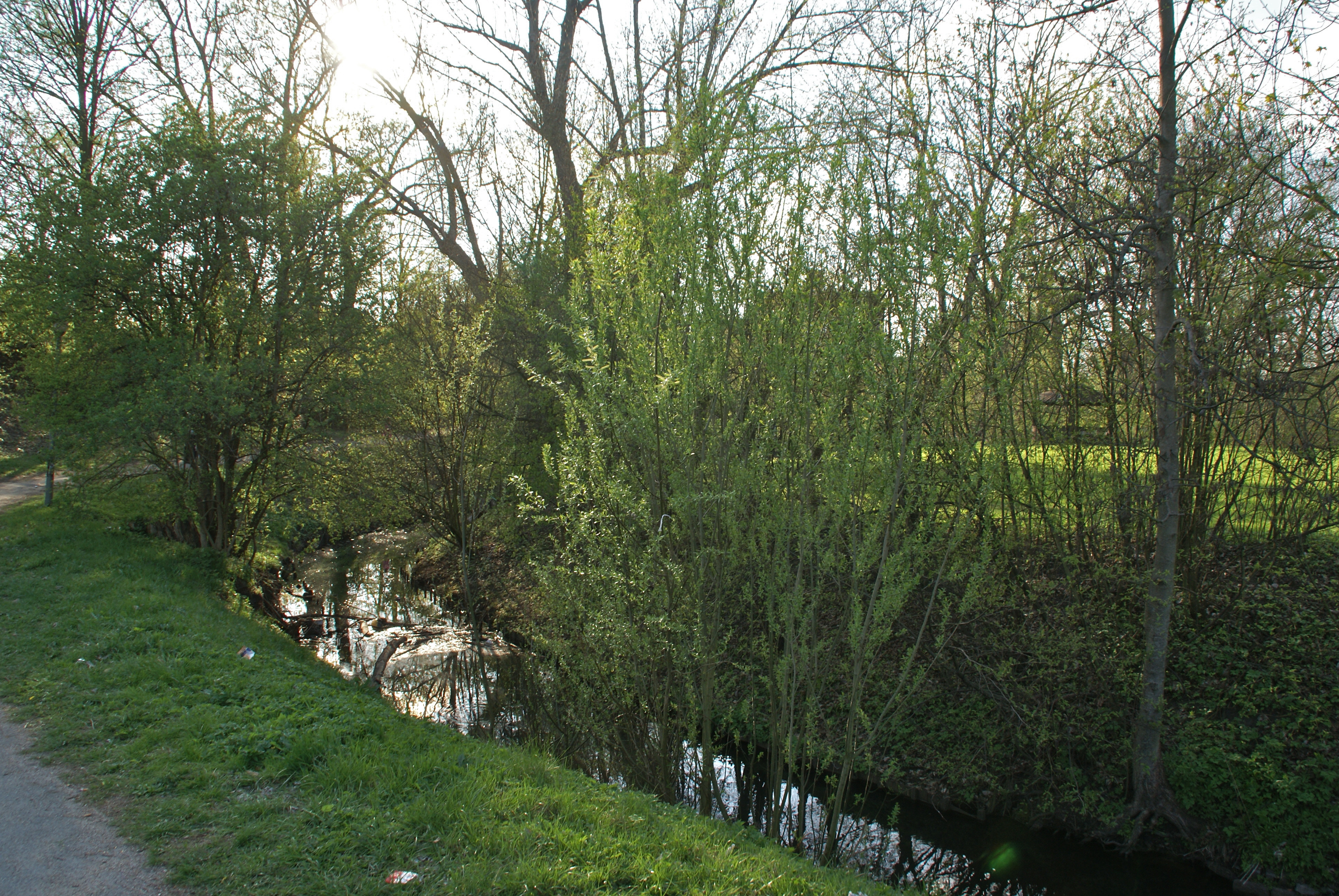
Niederschleeme a Kirchsteinbek
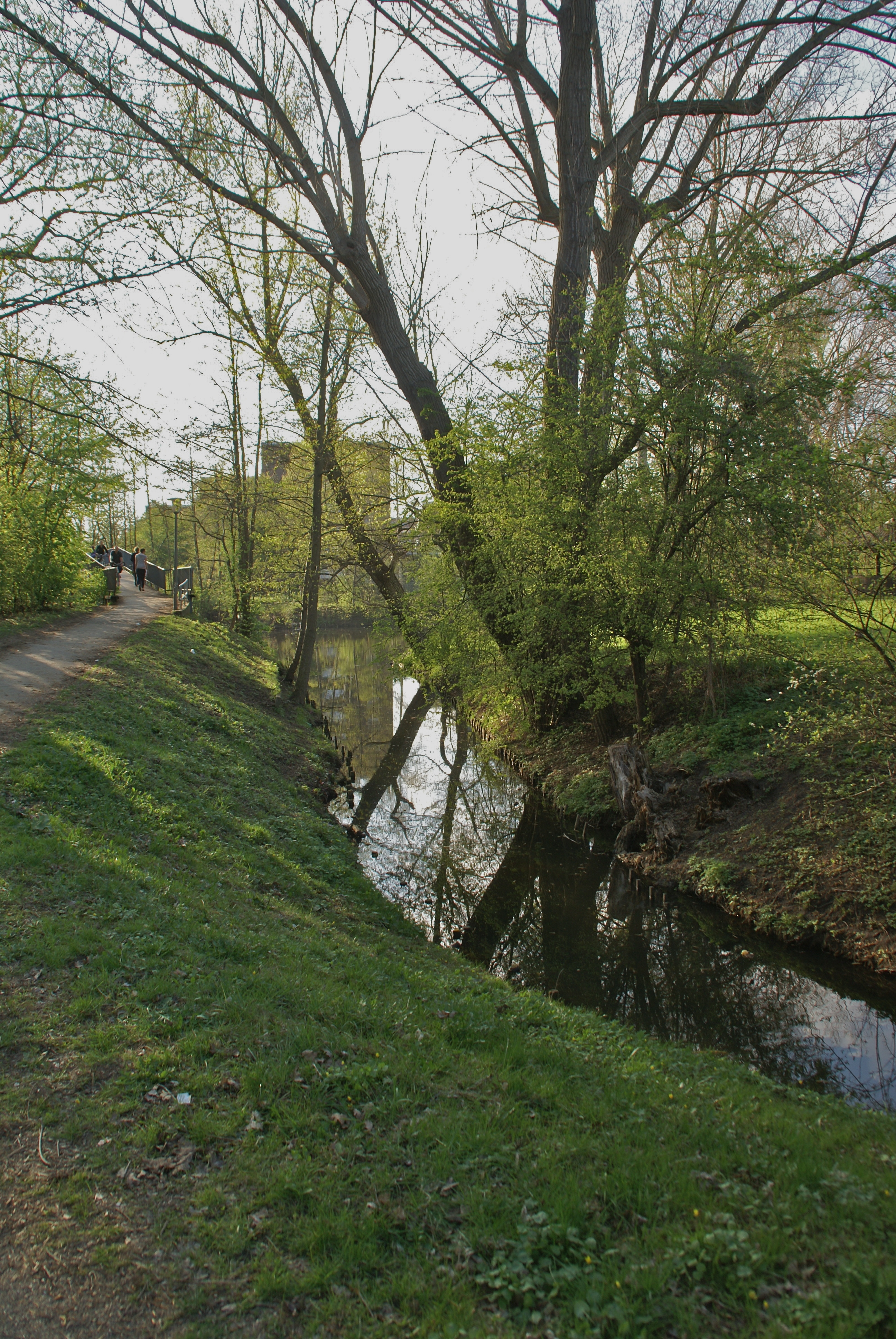
Poc abans la desembocadura al Bille